# Il dottor Kildare
Il dottor Kildare (Dr. Kildare) è una serie televisiva statunitense realizzata dal 1961 al 1966.
La storia prende spunto dagli scritti di Max Brand.

## Trama
Il dottor James Kildare è un medico che lavora al Blair General Hospital di New York coadiuvato dal suo collega, il dottor Leonard Gillespie.

## Personaggi e interpreti

### Personaggi principali
- Dottor James Kildare (stagioni 1-5), interpretato da Richard Chamberlain.
- Dottor Leonard Gillespie (stagioni 1-5), interpretato da Raymond Massey.

### Personaggi secondari
- Dottor John Kapish (stagioni 1-3), interpretato da Ken Berry.
- Bishop (stagioni 1-4), interpretato da Hayden Rorke.
- Dottor Carl Noyes (stagioni 1-5), interpretato da William Shatner.
- Infermiera Betty Johnson (stagioni 1-3), interpretata da Della Sharman.
- Mrs. Gast (stagioni 1-4), interpretata da Naomi Stevens.
- Mac (stagioni 1-4), interpretato da Clegg Hoyt.
- Peter De Gravio (stagioni 1-5), interpretato da Edward Binns.
- Dottor Phillip Downey (stagioni 1-4), interpretato da Dan O'Herlihy.
- Dottor Simon Agurski (stagioni 1-4), interpretato da Eddie Ryder.
- Dottor Thomas Gerson (stagioni 1-4), interpretato da Jud Taylor.
- Infermiera Beatrice Fain (stagioni 2-4), interpretato da Jean Inness.
- Dottor Milton Orliff (stagioni 2-5), interpretato da Martin Balsam.
- Lydia McGuire (stagioni 2-4), interpretata da Patricia Barry.
- Dottor Yates Atkinson (stagioni 2-3), interpretato da James T. Callahan.
- Infermiera Millie McLean (stagioni 2-4), interpretata da Carol Anderson.
- Dottor Wickens (stagioni 2-4), interpretato da Philip Bourneuf.
- Infermiera Lucy Hyde (stagione 2), interpretata da Maxine Stuart.
- Pappas (stagioni 2-5), interpretato da Eduardo Ciannelli.
- Mr. Gaffney (stagioni 2-4), interpretato da Alan Hewitt.
- Mr. Hallerton (stagioni 2-4), interpretato da Edmon Ryan.
- Infermiera Bonnie Mynes (stagioni 3-4), interpretata da Lee Meriwether.
- Amy Post (stagioni 3-5), interpretata da Diane Baker.
- Dottor Roger Helvick (stagioni 3-4), interpretato da Andrew Prine.
- Infermiera Whitman (stagioni 3-5), interpretata da Ann Loos.
- Dottor Quint Lowry (stagioni 3-4), interpretato da Steve Bell.
- Dottor Steve Bardeman (stagioni 3-4), interpretato da William Sargent.
- Andrew Webb (stagioni 4-5), interpretato da Bradford Dillman.
- Dottor Demerest (stagioni 4-5), interpretato da Barry Atwater.
- Rachel Field (stagione 4), interpretato da Sharon Farrell.
- Harry Kleber (stagione 4), interpretato da Leslie Nielsen.
- Anna Perrona (stagione 4), interpretata da Donna Loren.
- Laura Morrison (stagione 4), interpretata da Marlyn Mason.
- Steve Perrona (stagione 4), interpretato da Tom Nardini.
- Fred Kirsh (stagione 4), interpretato da David Opatoshu.
- Justin Post (stagione 4), interpretato da Jack Hawkins.
- Ella Vitnack (stagioni 4-5), interpretata da Audrey Totter.
- Thomas Hartwood (stagione 4), interpretato da Tony Bill.
- Judd Morrison (stagione 4), interpretato da Robert Reed.
- Mitchell Hobart (stagione 4), interpretato da Fred J. Scollay.
- Dottor Rudy Devereux (stagione 4), interpretato da Dean Stockwell.
- Frankie Warren (stagione 4), interpretato da Sheilah Wells.
- John McGinnis (stagioni 4-5), interpretato da Len Wayland.
- Charles Shannon (stagione 4), interpretato da Burt Brinckerhoff.
- Norma Hobart (stagione 4), interpretata da Hazel Court.
- Arnold Vitnack (stagione 4), interpretato da Norman Fell.
- Jill Hartwood (stagione 4), interpretata da Judy Lang.
- Chris Becker (stagione 4), interpretato da Margaret Leighton.
- Joe Quinlen (stagione 4), interpretato da Fred Astaire.
- Sorella Benjamin (stagione 4), interpretato da Laura Devon.
- Tracey Richards (stagione 4), interpretata da Kathy Garver.
- Rhoda Kirsh (stagione 4), interpretata da Cloris Leachman.
- Sorella St John (stagione 4), interpretata da Irene Martin.
- Dottor Maxwell Becker (stagione 4), interpretato da James Mason.
- Felix Holman (stagione 4), interpretato da Darren McGavin.
- Infermiera Betty Taylor (stagione 4), interpretata da Lory Patrick.
- Lois Gibbon (stagione 4), interpretata da Tippy Walker.
- Bryan Cannon (stagione 5), interpretato da Donald Madden.
- Yvonne Barlow (stagione 5), interpretata da Joanna Pettet.
- Jeannie Orloff (stagione 5), interpretato da Diana Muldaur.
- Evelyn Driscoll (stagione 5), interpretata da Jeff Donnell.
- Ken Cleveland (stagione 5), interpretato da John Napier.
- Dottor Jeff Brenner (stagione 5), interpretato da Bruce Hyde.
- Jaime Angel (stagione 5), interpretato da Jack Nicholson.
- Katherine West (stagione 5), interpretata da Elizabeth Allen.
- Judy Cannon (stagione 5), interpretata da Joyce Bulifant.
- Little Al (stagione 5), interpretato da Richard Elkins.
- Sugar Man (stagione 5), interpretato da Dilart Heyson.
- Dottor Vincent Brill (stagione 5), interpretato da Mart Hulswit.
- Dottor Lou Rush (stagione 5), interpretato da James Earl Jones.
- Snake (stagione 5), interpretato da Kirk Kirksey.
- Damon West (stagione 5), interpretato da Ricardo Montalbán.
- Irene Rush (stagione 5), interpretata da Diana Sands.
- Bonda Jo Weaver (stagione 5), interpretata da Lesley Ann Warren.

## Episodi
| Stagione         | Episodi | Prima TV USA | Prima TV Italia |
| ---------------- | ------- | ------------ | --------------- |
| Prima stagione   | 33      | 1961-1962    |                 |
| Seconda stagione | 34      | 1962-1963    |                 |
| Terza stagione   | 34      | 1963-1964    |                 |
| Quarta stagione  | 32      | 1964-1965    |                 |
| Quinta stagione  | 58      | 1965-1966    |                 |

Le prime quattro stagioni sono state trasmesse in bianco e nero mentre la quinta a colori.